# Kanzel (La Rochelle)

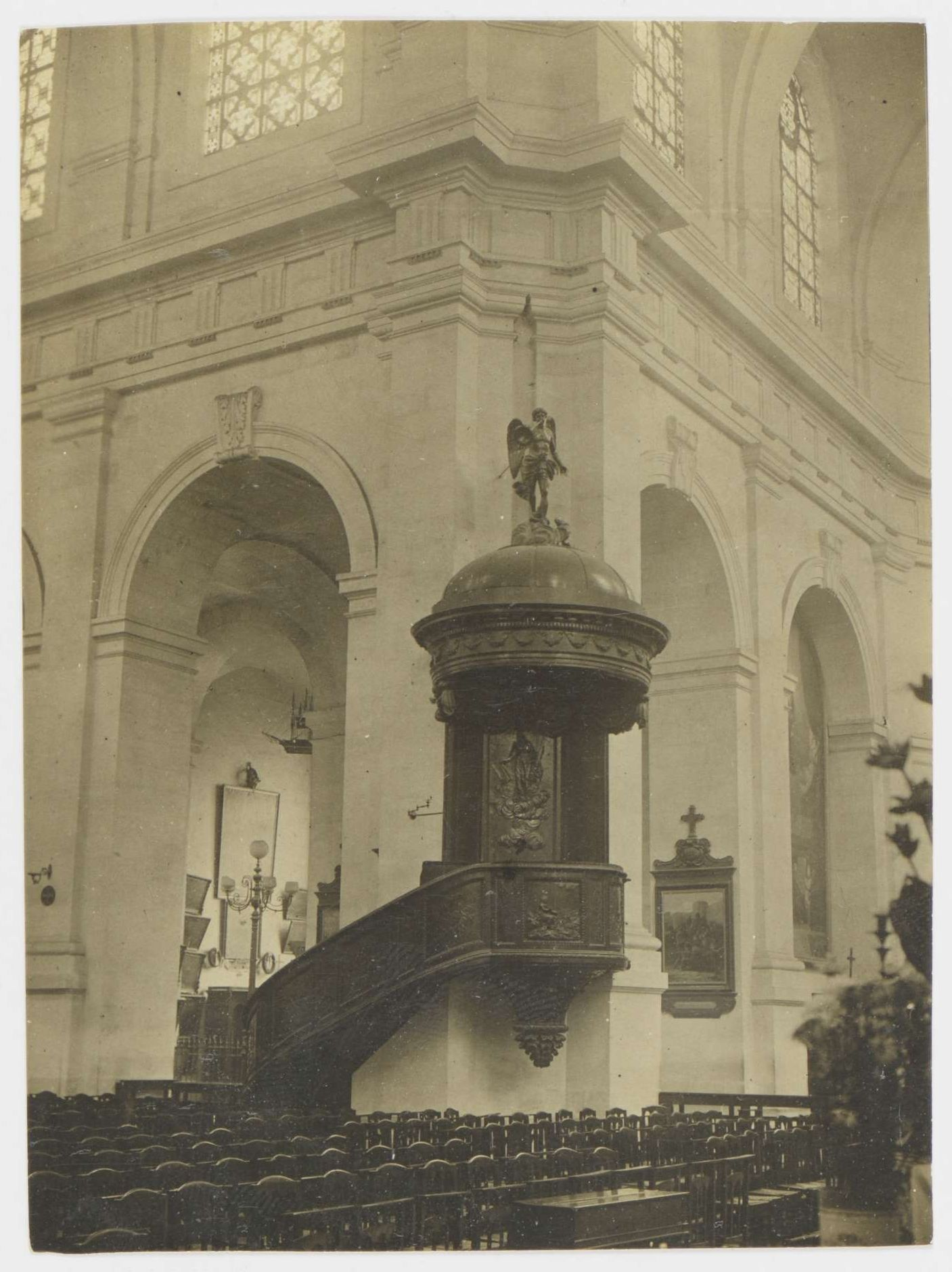
Kanzel in der Kathedrale von La Rochelle (Foto aus dem Jahr 1902)

Die Kanzel in der Kathedrale von La Rochelle, einer französischen Stadt im Département Charente-Maritime der Region Nouvelle-Aquitaine, wurde im 19. Jahrhundert geschaffen. Die Kanzel wurde 2001 als Monument historique in die Liste der geschützten Objekte (Base Palissy) in Frankreich aufgenommen.
Die Kanzel aus Eichenholz wurde vom Kunstschreiner Massiou geschaffen. Der Kanzelkorb und der Aufgang sind mit biblischen Szenen und Ornamenten geschmückt. An der Kanzelwand ist die Himmelfahrt Christi dargestellt. 
Der runde Schalldeckel wird von einem Posaunenengel bekrönt.